# Thomas Bewick
Thomas Bewick, né le 10 août 1753 à Cherryburn près de Newcastle-upon-Tyne dans le Northumberland et mort le 8 novembre 1828, est un graveur et un ornithologue britannique.

## Biographie
Son père est charbonnier à Mickleybank et il fait ses études à Mickley. Thomas est pauvre mais montre, dès son jeune âge, un grand talent pour le dessin sans avoir, pour autant, suivi la moindre formation artistique. À 14 ans, il entre en apprentissage chez Ralph Beilby, un graveur de Newcastle-upon-Tyne. Bewick y fait une série de gravures sur bois pour illustrer un traité du Dr Hutton. Il semble, par la suite, s'être entièrement spécialisé dans cette technique et reçoit, en 1775, un prix de la Society for the Encouragement of Arts and Manufactures pour une gravure d’Huntsman and the Old Hound. En 1776, il devient associé dans l'entreprise de Beilby.

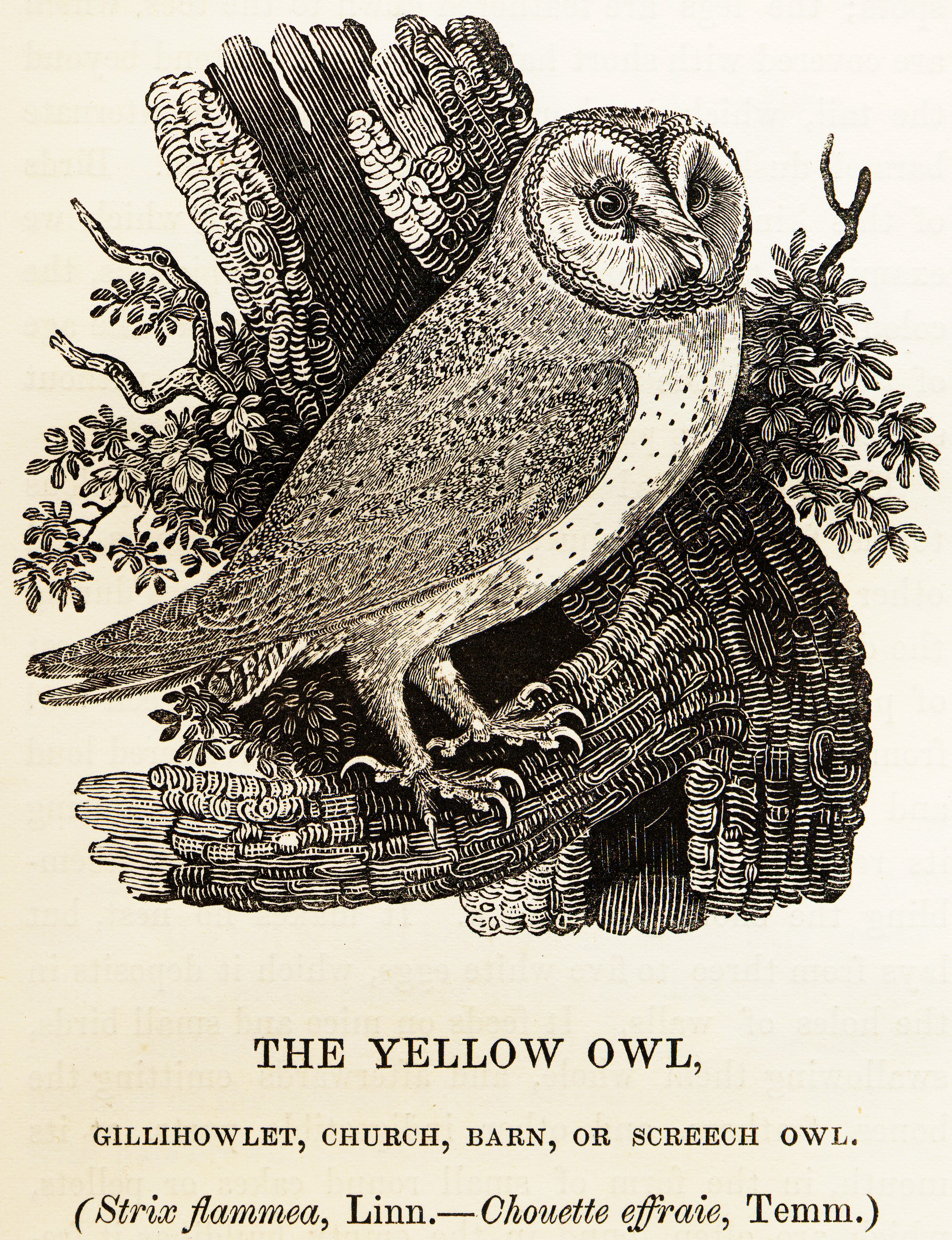
Effraie des clochers, planche extraite de History of British Birds (1847).

Ses gravures pour Select Fables (1784) sont d'une qualité supérieure à tout ce qui a été fait auparavant. The Quadrupeds qui paraissent en 1790 sont une grande réussite de Bewick, son nom étant associé à cette œuvre ainsi que pour les British Birds, publiés entre 1797 et 1804. Bewick est aidé dans son travail par ses propres connaissances acquises en parcourant sa région et en y faisant de nombreuses observations. Même si Bewick ne contribue pas véritablement à l'avancée des connaissances, il participe, comme Gilbert White (1720-1793) avec son Natural History and Antiquities of Selborne (1789) à populariser l'observation des oiseaux.
Parmi les autres travaux qui l'ont rendu célèbre, il faut citer les gravures pour le Traveller and Deserted Village de Oliver Goldsmith (1728 ou 1730-1774), pour Hermit de Thomas Parnell (1679-1718), pour Chase de William Somervile pour le recueil Fables of Aesop and Others. Bewick a de nombreux élèves, plusieurs sont devenus des graveurs de renom, et parmi ceux-ci son fils, Luke Clennell et Robert Elliott.
Bewick porte la gravure sur bois à un summum. Ceci est sans doute dû à la méthode qu'il utilise : il privilégie les bois durs qu'il grave dans le sens du « grain » à l'aide d'outils fins, semblables à ceux utilisés pour la gravure sur métal. C'est ce que l'on appelle la gravure sur bois de bout (ou debout), où le bois est coupé perpendiculairement au sens des fibres, par opposition à la gravure traditionnelle sur bois de fil, où le graveur est confronté à la direction des fibres. Il est l'initiateur de cette technique qui connaît un grand succès puisqu'elle sera majoritairement employée pendant tout le XIXe siècle dans l'illustration, aussi bien dans la gravure originale que celle de reproduction (c'est, avant l'invention de la photogravure, à peu près le seul moyen utilisé pour reproduire et imprimer les photographies).
Son autobiographie, Memoirs of Thomas Bewick, by Himself, paraît en 1862, peu de temps avant sa mort. John James Audubon (1785-1851) lui dédie le troglodyte de Bewick, Thryomanes bewickii, en 1829 et William Yarrell (1784-1856) le cygne de Bewick, Cygnus bewickii , en 1830.

## Anecdotes
Dans le premier chapitre du roman de Charlotte Brontë, la jeune Jane Eyre lit l'Histoire des oiseaux de Grande-Bretagne de Thomas Bewick. Voici un extrait de ses impressions :
« Je repris mon livre l'Histoire des oiseaux de Grande-Bretagne de Bewick. D'une façon générale, je me souciais peu de son texte, et pourtant, tout enfant que j'étais, il y avait certaines pages de l'introduction que je ne pouvais me dispenser de lire : celles qui décrivent les repaires des oiseaux de mer, les « rocs et promontoires solitaires » qu'ils sont seuls à habiter, la côte de Norvège, parsemée depuis son extrémité méridionale, le cap Lindeness ou Naze, jusqu'au Cap Nord. (Charlotte Brontë, Jane Eyre, éd. Le Livre de poche, traduction de Charlotte Maurat.) »

## Ouvrages numérisés et disponibles sur internet
- (en) A history of British birds : sur Internet Archive, édition de 1885 : volume 1 (oiseaux terrestres) et volume 2 (oiseaux aquatiques).